# 臨時北部南西諸島政庁
臨時北部南西諸島政庁（りんじほくぶなんせいしょとうせいちょう、Provisional Government of Northern Ryukyu Islands）とはアメリカ軍占領下の奄美群島およびトカラ列島における行政機構で、1946年10月3日に設立された。
臨時北部南西諸島政庁知事として大島支庁長の豊島至が任命された。また新たに琉球列島米国軍政府の諮問機関として「法制改定委員会（後に奄美民政議会に改称）」が設置された。

## 名称の意味
アメリカ軍は奄美群島を「Northern Ryukyu（北部琉球又は北琉球）」と呼称したが、中江実孝（後に奄美群島政府知事）をはじめとする早期の日本復帰を望んでいた奄美側はこの名称から、沖縄県と一体にされ復帰が大幅に遅れる事を危惧し、日本語名称から「琉球」の文字を排除した（当初アメリカは琉球を、日本から分離独立させることも計画していた）。またこの事からも奄美側では、当初から奄美群島単独の復帰が考えられていた事が窺える。
奄美群島を統一する政府としては後継の奄美群島政府と合わせ、歴史上唯一無二の存在である。

## 政庁発足前の「大島支庁」
終戦から半年後の1946年2月2日に日本からの行政分離が連合国軍最高司令官総司令部から発表され、同年3月30日「鹿児島県大島支庁」は上級庁を持たない「大島支庁」となった。その後、米軍政府の命令により本土出身者が公職から追放され本土に強制送還された。空席となった役職には、地元出身者が就任した。

### 「大島支庁」の行政機構
- 支庁長
  - 官房
  - 内務部
  - 財務部
  - 経済部
  - 食糧部
  - 教育部

## 臨時北部南西諸島政庁の行政機構
- 知事 - 副知事
  - 内務部
  - 財務部
  - 教育部
  - 経済部
  - 食糧部
  - 警察部

## 法制改定委員会
北部南西諸島米軍政府の諮問機関で、26人の委員で構成した。他の地域のように「議会」と称する組織は置かれなかった。任務は「日本の旧い法律の中で人民を圧迫している法の撤廃、並びに必要と認められる法の復置に関する事項の提言」であった。1950年に奄美民政議会に改組された。